# Silicidy
Silicidy jsou sloučeniny křemíku s elektropozitivnějšími prvky.
Křemík je elektropozitivnější než uhlík a silicidy jsou strukturně bližší boridům než karbidům. Silicidy, podobně jako karbidy a boridy, nejsou jednoduše tvořeny kovalentními molekulami. V silicidech se vyskytují různé vazby od vodivých kovových struktur po kovalentní či iontové.

## Strukturní typy
Atomy křemíků mají ve struktuře silicidů rozmanité postavení, a to jako:
- samostatné atomy křemíku, které existují v elektricky vodivých silicidech mědi (Cu5Si), vanadu, chromu a manganu ((V,Cr,Mn)3Si), železa (Fe3Si), manganu (Mn3Si), a v nevodivých silicidech (Mg,Ge,Sn,Pb)2Si, (Ca,Ru,Ce,Rh,Ir,Ni)2Si
- křemíkové dvojice Si2, které existují v silicidech uranu (U3Si2), hafnia a thoria
- křemíkové tetraedry Si4, které existují v silicidech draslíku (KSi), rubidia (RbSi) a cesia (CsSi)
- křemíkové řetězce Sin, které existují v silicidech uranu (USi), titanu, zirkonia, hafnia, thoria, ceru a plutonia (Ti, Zr, Hf, Th, Ce, Pu)Si, vápníku (CaSi), stroncia (SrSi) a yttria (YSi)
- rovinné hexagonální grafitu podobné vrstvy atomů Si, které existují u silicidu uranu β-USi2 a u silicidů lanthanoidů a dalších aktinoidů a ve zvrásněné podobě u silicidu vápníku CaSi2
- otevřené trojrozměrné skelety atomů Si, které existují v silicidech stroncia SrSi2, thoria ThSi2 a uranu α-USi2

## Reakce
Silicidy alkalických kovů (např. Na2Si) a kovů alkalických zemin (např. Ca2Si) reagují s vodou za vzniku vodíku a/nebo silanů (křemíkovodíků). Silicidy přechodných kovů jsou naproti tomu netečné k vodným roztokům čehokoliv s výjimkou kyseliny fluorovodíkové; reagují však s agresivnějšími činidly jako jsou roztavený hydroxid draselný nebo fluor a chlór za červeného žáru.